# Кедарнат
Кедарнат (на хинди: केदारनाथ) е свещен индуистки град на надморска височина 3584 м в Хималаите на щата Утаракханд, окръг Рудрапраяг. Кедарнат е най-отдалечения от обектите на поклонническия маршрут Чар Дхам, включващ още Бадринат, Ганготри и Ямунотри. Намира се близо да извора на р. Мандакини и е ограден от спиращи дъха заснежени върхове с надморска височина над 6000 м. В Кедарнат се намира един от най-святите индуистки храмове, който е притегателна точка за поклонници от цял свят. Градът се достига след 14 км преход по павирана пътека. Могат да се наемат коне и носилки от Гаурикунд, който е свързан чрез път с Ришикеш и Дехрадун. Фирмата Пауан Ханс дори предлага полети с хеликоптери. Кедарнат е разположен на 30.73° с. ш. 79.07° и. д.

## Храмът
Храмът в Кедарнат е посветен на бог Шива, един от 12-те джьотирлинга в Индия (където бог Шива се почита под формата на „Лингам от светлина“). Вярва се че е основан от Ади Шанкарачаря на мястото на по-стар храм от времето на Махабхарата, когато се вярва, че Пандавите са удовлетворили бог Шива, като се практикували покаяние в Кедарнатх. Влизайки във внушителната сграда на храма човек първо се изправя пред статуи на братята Пандави, Кришна, Нанди, превозното средство на Шива и един от телохранителите му, Вирабхадра. Необичайна характеристика на храма е мъжката глава, издялана на триъгълния перваз на храма, подобна на главата в съседния храм посветен на женитбата на Шива и Парвати. Служението в храма е съсредоточено върху каменния лингам във вътрешното светилище на храма. Зад храма е Самадхи мандирът на Ади Шанкарачаря. Недалече зад него е храмът Бхайрав, около който има зелени поляни и малки потоци подхранвани от достъпни ледници. Езерото Ганди и ледника Чорабари са на 3 км от Кедарнат, а на 7 км е езерото Васуки Тал, известно със сините си води. Храмът е отворен от април/май до октомври/ноември (с изключение на фестивала Дивали).

## Население
Според преброяването от 2001 г. населението на Кедарнат е 479 души, от които 98% мъже и 2% жени. Грамотността в Кедарнат е 63%, сред жените 36%. Няма деца под 6 години. През зимата населението се преселва в Укхимот.